# Jornal da Semana
Jornal da Semana foi um telejornal da Rede Globo. Produzido pela Divisão de Notícias do Departamento de Jornalismo, com uma hora de duração, o Jornal da Semana entrou no ar substituindo o programa jornalístico Agenda.
A cobertura completa das notícias mais importantes ocorridas durante a semana era feita através de reportagens e entrevistas de estúdio.
O Jornal da Semana ia ao ar nas segundas, às 23h.